# He 60
A Heinkel He 60-as egy német felderítő hidroplán, a Német Haditengerészet (Kriegsmarine) hadihajóihoz készült az 1930-as években. A He 60-as gépet Reinhold Mewes tervezte, mint ahogy a He 59-est is. A He 60-as biplán egymotoros repülőgép fa és fém felhasználásával készült. Maximális sebessége 240 kilométer per óra.
1933 júniusában szállították a He 60-as gépeket a német hadiflottának. 1934-től álltak rá a He 60C verziójú repülőgépek szállítására. Az összes német cirkálóról fel tudott szállni. A spanyol polgárháborúban bevetették, a Condor légió kötelékében repült és sikerrel bombázta a köztársaságiakat.

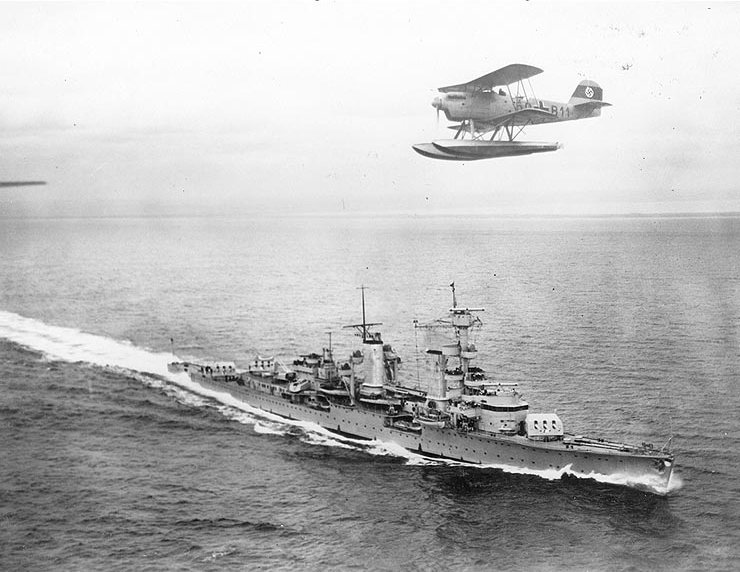
Heinkel He 60 repül a német Köln könnyűcirkáló felett

## Üzemeltetők
Bulgária
- Bolgár Haditengerészet

 Harmadik Birodalom
- Luftwaffe (Wehrmacht)
- Kriegsmarine

 Spanyolország
- Spanyol Légierő

## Műszaki adatok (He 60)

### Geometriai méretek és tömegadatok
- Hossz:11,50 m
- Fesztávolság: 13,50 m
- Magasság: 5,30 m
- Szárnyfelület: 56,0 m²
- Üres tömeg: 2735 kg
- Maximális felszálló tömeg: 3407 kg

### Hajtóművek
- Hajtóművek száma: 1 darab
- Típusa: BMW VI vízhűtéses V12 motor
- Teljesítmény: 492 kW (660 LE)

### Repülési adatok
- Legnagyobb sebesség: 240 km/h
- Utazósebesség: 216 km/h
- Hatótávolság: 826 km 2000 méteres magasságon repülve
- Szolgálati csúcsmagasság: 5000 m

### Fegyverzet
- 1 darab 7,92 mm MG 15 géppuska mozgatható állványon a megfigyelő részére

## Külső hivatkozások
- aviastar.org: Heinkel He 60 leírás (angolul)
- historyofwar.org: Heinkel He 60 leírás (angolul)